# استان غازی عینتاب
استان غازی عینتاب (به ترکی استانبولی: Gaziantep)،  نام یکی از استان‌های ترکیه است که مرکز آن هم شهری است به همین نام.

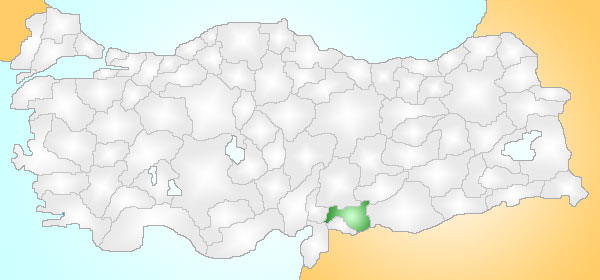

این استان بزرگ‌ترین پرورش‌دهنده پسته در ترکیه می‌باشد. 
همچنین انگور و زیتون از دیگر محصولات کشاورزی آن می‌باشد.